# Великаны (мультфильм)
«Великаны» (англ. Gigantic) — отменённый американский компьютерно-анимационный музыкальный фэнтезийно-приключенческий фильм производства Walt Disney Animation Studios, который планировала выпустить в 2020 году Walt Disney Pictures.

## Сюжет
История разворачивается в оккупированной Испании во времена Второй Мировой войны. Юноша-пулемётчик по имени Джек обнаруживает землю гигантов, в скрытых облаках и знакомится с 11-летней девочкой-великаном по имени Инма, которая обращается с ним, как с куклой.

## Производство
В августе 2013 года было объявлено, что Нэйтан Грено («Рапунцель: Запутанная история») займётся режиссурой этого мультфильма, который свободно основан на сказке «Джек и бобовый стебель». Изначально выход мультфильма под названием «Гиганты» ожидался в 2017 году.
В августе 2015 года Disney объявил новое название фильма — «Великаны», то, что проект спродюсирует Дороти МакКим, и то, что музыку напишут Роберт Лопес и Кристен Андерсон-Лопес («Холодное сердце»). Мультфильм, как намечалось, должен был выйти в 2018 году.
3 октября 2016 года было объявлено, что номинированная на премию Оскар сценаристка Мэг ЛеФов («Головоломка») присоединится к Грено как сорежиссёр.

## Релиз
Первоначально, мультфильм должен был выйти 9 марта 2018 года. Однако, 30 июня 2016 года «Walt Disney Animation Studios» объявили, что «Ральф 2» займёт эту дату, после чего «Великаны» выйдут 21 ноября 2018 года. В апреле 2017 года Disney перенёс дату выхода на 25 ноября 2020 года.
10 октября 2017 года президент Walt Disney Animation Studios Эд Катмулл заявил о полной остановке работы над проектом.